# Olympische Sommerspiele 2008/Teilnehmer (Polen)
| Gelbes Symbol für Goldmedaillen mit stilisierten Olympischen Ringen | Graues Symbol für Silbermedaillen mit stilisierten Olympischen Ringen | Braundes Symbol für Bronzemedaillen mit stilisierten Olympischen Ringen |
| ------------------------------------------------------------------- | --------------------------------------------------------------------- | ----------------------------------------------------------------------- |
| 4                                                                   | 5                                                                     | 1                                                                       |

Am 9. Juli 2008 hat das Polnische Olympische Komitee einen Nationalkader von 263 Athleten auf die XXIX Olympische Sommerspiele in Peking angekündigt. In einem späteren Zeitpunkt (17.–19. Juli) wurden die endgültigen Mannschaften der Volleyballspielerinen, Volleyballer und Handballer angekündigt. Schließlich schickte Polen einen Kader von 263 Spielern (160 Männer und 103 Frauen). Zum Fahnenträger für die Eröffnungsfeier wurde der Kanute Marek Twardowski bestimmt.
| Medaillen | Medaillen | Medaillen | Medaillen | Medaillen | Medaillen | Medaillen |
| Tag       | Datum     |           |           |           | Gesamt    |           |
| --------- | --------- | --------- | --------- | --------- | --------- | --------- |
| Tag 0     | 8.        | –         | –         | –         | –         |           |
| Tag 1     | 9.        | 0         | 0         | 0         | 0         |           |
| Tag 2     | 10.       | 0         | 0         | 0         | 0         |           |
| Tag 3     | 11.       | 0         | 0         | 0         | 0         |           |
| Tag 4     | 12.       | 0         | 0         | 0         | 0         |           |
| Tag 5     | 13.       | 0         | 0         | 0         | 0         |           |
| Tag 6     | 14.       | 0         | 0         | 0         | 0         |           |
| Tag 7     | 15.       | 1         | 1         | 0         | 2         |           |
| Tag 8     | 16.       | 0         | 0         | 0         | 0         |           |
| Tag 9     | 17.       | 1         | 2         | 1         | 4         |           |
| Tag 10    | 18.       | 1         | 0         | 0         | 1         |           |
| Tag 11    | 19.       | 0         | 1         | 0         | 1         |           |
| Tag 12    | 20.       | 0         | 0         | 0         | 0         |           |
| Tag 13    | 21.       | 0         | 0         | 0         | 0         |           |
| Tag 14    | 22.       | 0         | 0         | 0         | 0         |           |
| Tag 15    | 23.       | 0         | 2         | 0         | 2         |           |
| Tag 16    | 24.       | 0         | 0         | 0         | 0         |           |
| Gesamt    | –         | 3         | 6         | 1         | 10        |           |

## Medaillengewinner
| Medaille | Name                                                                 | Sportart       | Wettkampf             |
| -------- | -------------------------------------------------------------------- | -------------- | --------------------- |
| Silber   | Szymon Kołecki                                                       | Gewichtheben   | Klasse bis 94 kg      |
| Gold     | Tomasz Majewski                                                      | Leichtathletik | Kugelstoßen           |
| Gold     | Michał Jeliński Marek Kolbowicz Adam Korol Konrad Wasielewski        | Rudern         | Doppelvierer          |
| Gold     | Leszek Blanik                                                        | Turnen         | Sprung                |
| Silber   | Tomasz Motyka Adam Wiercioch Radosław Zawrotniak Robert Andrzejuk    | Fechten        | Degen Mannschaft      |
| Silber   | Łukasz Pawłowski Bartłomiej Pawełczak Miłosz Bernatajtys Paweł Rańda | Rudern         | Leichtgewichts-Vierer |
| Silber   | Piotr Małachowski                                                    | Leichtathletik | Diskuswurf            |
| Silber   | Maja Włoszczowska                                                    | Radsport       | Mountainbike          |
| Silber   | Aneta Konieczna Beata Mikołajczyk                                    | Kanu           | K-2 500 m             |
| Bronze   | Agnieszka Wieszczek                                                  | Ringen         | Freistil bis 72 kg    |
| Bronze   | Marcin Dołęga                                                        | Gewichtheben   | Klasse bis 105 kg     |

Durch die Disqualifizierung des kasachischen Doping-Wiederholungstäter und Gewichtheber Ilja Iljin, der zunächst die Goldmedaille errungen hatte, wurde 2016 der zweitplatzierte Szymon Kołecki auf den 1. Platz gesetzt.

## Badminton
Männer
- Przemysław Wacha – Herreneinzel
- Michał Łogosz – Herrendoppel
- Robert Mateusiak – Herrendoppel

Frauen
- Kamila Augustyn – Dameneinzel

Mixed
- Nadia Kostiuczyk, Robert Mateusiak

## Bogenschießen
Frauen
- Iwona Dzięcioł
- Justyna Mospinek
- Małgorzata Sobieraj-Ćwienczek
- Mannschaft (Dzięcioł, Mospinek, Sobieraj-Ćwienczek)

Männer
- Jacek Dobrowolski
- Piotr Piątek
- Jacek Proć
- Mannschaft (Dobrowolski, Piątek, Proć)

## Boxen
- Łukasz Maszczyk – Halbfliegengewicht (bis 48 kg)
- Rafał Kaczor – Fliegengewicht (bis 51 kg)

## Fechten
Frauen
- Sylwia Gruchała – Florett Einzel
- Magdalena Mroczkiewicz – Florett Einzel
- Małgorzata Wojtkowiak – Florett Einzel
- Florett Mannschaft: Gruchała, Mroczkiewicz, Wojtkowiak, Karolina Chlewińska
- Bogna Jóźwiak – Säbel Einzel
- Aleksandra Socha – Säbel Einzel
- Irena Więckowska – Säbel Einzel
- Säbel Mannschaft: Jóźwiak, Socha, Więckowska

Männer
- Sławomir Mocek – Florett Einzel
- Marcin Koniusz – Säbel Einzel
- Tomasz Motyka – Degen Einzel
- Adam Wiercioch – Degen Einzel
- Radosław Zawrotniak – Degen Einzel
- Degen Mannschaft: Motyka, Wiercioch, Zawrotniak, Robert Andrzejuk ( Silber)

## Gewichtheben
Frauen
- Marzena Karpińska – bis 48 kg
- Aleksandra Klejnowska – bis 58 kg
- Marieta Gotfryd – bis 58 kg
- Dominika Misterska – bis 63 kg

Männer
- Krzysztof Szramiak – bis 77 kg
- Bartłomiej Bonk – bis 94 kg
- Szymon Kołecki – bis 94 kg ( Silber)
- Marcin Dołęga – bis 105 kg
- Robert Dołęga – bis 105 kg
- Grzegorz Kleszcz – über 105 kg

## Handball

### Spieler
Männer
| - Karol Bielecki - Mateusz Jachlewski - Bartłomiej Jaszka - Mariusz Jurasik - Bartosz Jurecki | - Michał Jurecki - Krzysztof Lijewski - Marcin Lijewski - Paweł Piwko - Artur Siódmiak | - Sławomir Szmal - Grzegorz Tkaczyk - Tomasz Tłuczyński - Marcin Wichary |

### Spiele
Vorrunde
| Datum      | Ortszeit  | Begegnung | Begegnung | Begegnung  | Ergebnis      |
| ---------- | --------- | --------- | --------- | ---------- | ------------- |
| 10. August | 19:00 Uhr | Polen     | –         | China      | 33:19 (21:10) |
| 12. August | 15:45 Uhr | Spanien   | –         | Polen      | 30:29 (16:17) |
| 14. August | 10:45 Uhr | Polen     | –         | Brasilien  | 28:25 (14:15) |
| 16. August | 19:00 Uhr | Kroatien  | –         | Polen      | 24:27 (12:13) |
| 18. August | 20:45 Uhr | Polen     | –         | Frankreich | 30:30 (16:13) |

Viertelfinale
| Datum      | Ortszeit  | Begegnung | Begegnung | Begegnung | Ergebnis    |
| ---------- | --------- | --------- | --------- | --------- | ----------- |
| 20. August | 14:15 Uhr | Island    | –         | Polen     | 32:30 (-:-) |

Platzierungsspiele 5.–8.
| Datum      | Ortszeit  | Begegnung | Begegnung | Begegnung | Ergebnis      |
| ---------- | --------- | --------- | --------- | --------- | ------------- |
| 22. August | 14:15 Uhr | Polen     | –         | Südkorea  | 29:26 (15:14) |
| 24. August | 10:15 Uhr | Russland  | –         | Polen     | 28:29 (14:15) |

## Judo
Frauen
- Katarzyna Piłocik – Mittelgewicht (bis 70 kg)
- Urszula Sadkowska – Schwergewicht (über 78 kg)

Männer
- Tomasz Adamiec – Halbleichtgewicht (bis 66 kg)
- Krzysztof Wiłkomirski – Leichtgewicht (bis 73 kg)
- Robert Krawczyk – Halbmittelgewicht (bis 81 kg)
- Przemysław Matyjaszek – Halbschwergewicht (bis 100 kg)
- Janusz Wojnarowicz – Schwergewicht (über 100 kg)

## Kanu
| Athleten                                                                | Wettbewerb   | Ergebnis |
| Frauen                                                                  | Frauen       | Frauen   |
| ----------------------------------------------------------------------- | ------------ | -------- |
| Małgorzata Chojnacka                                                    | K-1 500 m    | 15.      |
| Aneta Konieczna/Beata Mikołajczyk                                       | K-2 500 m    | Silber   |
| Beata Mikołajczyk/Aneta Konieczna Edyta Dzieniszewska/Dorota Kuczkowska | K-4 500 m    | 4.       |
| Agnieszka Stanuch                                                       | K-1 (Slalom) | 5.       |
| Männer                                                                  |              |          |
| Marek Twardowski                                                        | K-1 500 m    | 14.      |
| Mariusz Kujawski/Adam Seroczyński                                       | K-2 500 m    | DSQ      |
| Paweł Baumann/Tomasz Mendelski Marek Twardowski/Adam Wysocki            | K-4 1000 m   | 6.       |
| Paweł Baraszkiewicz                                                     | C-1 500 m    | 8.       |
| Marcin Grzybowski                                                       | C-1 1000 m   | 11.      |
| Daniel Jędraszko/Roman Rynkiewicz                                       | C-2 500 m    | 9.       |
| Paweł Baraszkiewicz/Wojciech Tyszyński                                  | C-2 1000 m   | 7.       |
| Dariusz Popiela                                                         | K-1 (Slalom) | 8.       |
| Krzysztof Bieryt                                                        | C-1 (Slalom) | 8.       |
| Marcin Pochwała/Paweł Sarna                                             | C-2 (Slalom) | 8.       |

## Leichtathletik
| Disziplin        | Männer                                                                                          | Frauen                                                                                      |
| ---------------- | ----------------------------------------------------------------------------------------------- | ------------------------------------------------------------------------------------------- |
| 100 m            | Dariusz Kuć                                                                                     | Daria Korczyńska                                                                            |
| 200 m            | Marcin Jędrusiński                                                                              | Marta Jeschke                                                                               |
| 400 m            | Daniel Dąbrowski                                                                                | Monika Bejnar                                                                               |
| 800 m            | Paweł Czapiewski Marcin Lewandowski                                                             | Anna Rostkowska                                                                             |
| 1500 m           |                                                                                                 | Lidia Chojecka Sylwia Ejdys Anna Jakubczak-Pawelec                                          |
| 5000 m           |                                                                                                 |                                                                                             |
| 10.000 m         |                                                                                                 |                                                                                             |
| Marathon         | Arkadiusz Sowa Henryk Szost                                                                     | Monika Drybulska Dorota Gruca                                                               |
| 20 km Gehen      | Rafał Augustyn Jakub Jelonek                                                                    | Sylwia Korzeniowska                                                                         |
| 50 km Gehen      | Artur Brzozowski Rafał Fedaczyński Grzegorz Sudoł                                               |                                                                                             |
| 100 m Hürden     |                                                                                                 | Aurelia Kollasch                                                                            |
| 110 m Hürden     | Artur Noga                                                                                      |                                                                                             |
| 400 m Hürden     | Marek Plawgo                                                                                    | Anna Jesień                                                                                 |
| 3000 m Hindernis | Tomasz Szymkowiak                                                                               | Wioletta Frankiewicz Katarzyna Kowalska                                                     |
| 4 × 100 m        | Dariusz Kuć Marcin Jędrusiński Łukasz Chyła Robert Kubaczyk Kamil Masztak Marcin Nowak          | Daria Korczyńska Marta Jeschke Dorota Jędrusińska Ewelina Klocek Joanna Kocielnik           |
| 4 × 400 m        | Daniel Dąbrowski Piotr Kędzia Piotr Klimczak Kacper Kozłowski Piotr Wiaderek Rafał Wieruszewski | Monika Bejnar Agnieszka Karpiesiuk Izabela Kostruba Grażyna Prokopek-Janaček Jolanta Wójcik |
| Hochsprung       | Michał Bieniek                                                                                  |                                                                                             |
| Stabhochsprung   | Przemysław Czerwiński                                                                           | Joanna Piwowarska Monika Pyrek Anna Rogowska                                                |
| Weitsprung       | Marcin Starzak                                                                                  |                                                                                             |
| Dreisprung       |                                                                                                 |                                                                                             |
| Speerwurf        | Igor Janik                                                                                      | Barbara Madejczyk Urszula Piwnicka                                                          |
| Diskuswurf       | Piotr Małachowski ( Silber)                                                                     | Żaneta Glanc Wioletta Potępa Joanna Wiśniewska                                              |
| Kugelstoßen      | Tomasz Majewski ( Gold)                                                                         | Krystyna Zabawska                                                                           |
| Hammerwurf       | Szymon Ziółkowski                                                                               | Kamila Skolimowska Anita Włodarczyk Małgorzata Zadura                                       |
| Siebenkampf      |                                                                                                 | Kamila Chudzik Karolina Tymińska                                                            |
| Zehnkampf        |                                                                                                 |                                                                                             |

## Moderner Fünfkampf
Frauen
- Paulina Boenisz
- Sylwia Czwojdzińska

Männer
- Marcin Horbacz
- Bartosz Majewski

## Radsport
Frauen
- Paulina Brzeźna – Straßenrennen
- Aleksandra Dawidowicz – Mountainbike
- Maja Włoszczowska – Mountainbike ( Silber)

Männer
- Przemysław Niemiec – Straßenrennen
- Jacek Morajko – Straßenrennen
- Tomasz Marczyński – Straßenrennen
- Marek Galiński – Mountainbike
- Kamil Kuczyński – Bahn: Keirin
- Łukasz Kwiatkowski – Bahn: Sprint
- Rafał Ratajczyk – Bahn: Punkterennen
- Maciej Bielecki, Kamil Kuczyński, Łukasz Kwiatkowski – Bahn: Teamsprint

## Reiten
Männer
- Michał Rapcewicz -Dressur
- Paweł Spisak – Vielseitigkeit
- Artur Społowicz – Vielseitigkeit

## Ringen
Frauen
- Monika Michalik – Freistil: Mittelgewicht
- Agnieszka Wieszczek – Freistil: Schwergewicht ( Bronze)

Männer
- Julian Kwit – Griechisch-römischer Stil: Weltergewicht (bis 74 kg)
- Artur Michalkiewicz – Griechisch-römischer Stil: Mittelgewicht (bis 84 kg)
- Marek Mikulski – Griechisch-römischer Stil: Superschwergewicht (bis 120 kg)
- Krystian Brzozowski – Freistil: Weltergewicht (bis 74 kg)
- Radosław Horbik – Freistil: Mittelgewicht (bis 84 kg)
- Mateusz Gucman – Freistil: Schwergewicht (bis 96 kg)
- Bartłomiej Bartnicki – Freistil: Superschwergewicht (bis 120 kg)

## Rudern
Frauen
- Einer: Julia Michalska

Männer
- Doppelzweier: Piotr Hojka, Jarosław Godek
- Leichtgewichts-Vierer: Łukasz Pawłowski, Bartłomiej Pawełczak, Miłosz Bernatajtys, Paweł Rańda ( Silber)
- Doppelvierer: Konrad Wasielewski, Marek Kolbowicz, Michał Jeliński, Adam Korol ( Gold)
- Achter: Sebastian Kosiorek, Michał Stawowski, Patryk Brzeziński, Sławomir Kruszkowski, Rafał Hejmej, Marcin Brzeziński, Wojciech Gutorski, Mikołaj Burda, Daniel Trojanowski

## Schießen
Frauen
- Sylwia Bogacka
- Mirosława Sagun-Lewandowska
- Agnieszka Staroń
- Sławomira Szpek

Männer
- Wojciech Knapik
- Robert Kraskowski

## Schwimmen
| Disziplin           | Männer                                                                         | Frauen                                                                                    |
| ------------------- | ------------------------------------------------------------------------------ | ----------------------------------------------------------------------------------------- |
| 50 m Freistil       | Bartosz Kizierowski                                                            | Agata Korc                                                                                |
| 100 m Freistil      |                                                                                | Agata Korc                                                                                |
| 200 m Freistil      | Łukasz Gąsior                                                                  | Paulina Barzycka                                                                          |
| 400 m Freistil      | Paweł Korzeniowski Przemysław Stańczyk                                         | Otylia Jędrzejczak                                                                        |
| 800 m Freistil      |                                                                                | Karolina Szczepaniak                                                                      |
| 1500 m Freistil     | Mateusz Sawrymowicz Maciej Hreniak                                             |                                                                                           |
| 100 m Rücken        |                                                                                | Zuzanna Mazurek                                                                           |
| 200 m Rücken        |                                                                                | Zuzanna Mazurek                                                                           |
| 100 m Brust         |                                                                                |                                                                                           |
| 200 m Brust         |                                                                                |                                                                                           |
| 100 m Schmetterling | Paweł Korzeniowski                                                             | Otylia Jędrzejczak                                                                        |
| 200 m Schmetterling | Paweł Korzeniowski                                                             | Otylia Jędrzejczak                                                                        |
| 200 m Lagen         | Łukasz Wójt                                                                    | Katarzyna Baranowska                                                                      |
| 400 m Lagen         |                                                                                | Katarzyna Baranowska                                                                      |
| 4 × 100 m Freistil  |                                                                                |                                                                                           |
| 4 × 200 m Freistil  | Łukasz Gąsior/Łukasz Wójt/Michał Rokicki/Przemysław Stańczyk (Łukasz Gimiński) | Paulina Barzycka/Katarzyna Wilk/Karolina Szczepaniak/Katarzyna Baranowska (Joanna Budzis) |
| 10 km               |                                                                                |                                                                                           |

## Segeln
Frauen
- Zofia Noceti-Klepacka – Windsurfen
- Katarzyna Szotyńska – Laser

Männer
- Przemysław Miarczyński – Windsurfen
- Maciej Grabowski – Laser
- Rafał Szukiel – Finn-Dinghy
- Patryk Piasecki, Kacper Ziemiński – 470er
- Marcin Czajkowski, Krzysztof Kierkowski – 49er
- Mateusz Kusznierewicz, Dominik Życki – Star

## Tennis
Männer:
Doppel:
- Marcin Matkowski, Mariusz Fyrstenberg

Frauen:
Einzel:
- Marta Domachowska
- Agnieszka Radwańska

Doppel:
- Klaudia Jans, Alicja Rosolska
- Marta Domachowska, Agnieszka Radwańska

## Tischtennis
Frauen
- Li Qian
- Xu Jie
- Mannschaft: Li Qian, Xu Jie, Natalia Partyka

Männer
- Lucjan Błaszczyk

## Triathlon
Frauen
- Maria Cześnik
- Ewa Dederko

Männer
- Marek Jaskółka

## Turnen
Frauen
- Joanna Mitrosz – Mehrkampf
- Marta Pihan – Mehrkampf

Männer
- Leszek Blanik – Kunstturnen: Sprung ( Gold)

## Volleyball (Halle)
| Frauen | Männer |
| --- | --- |
| Anna Barańska Agnieszka Bednarek Katarzyna Gajgał Małgorzata Glinka Joanna Kaczor Maria Liktoras Anna Podolec Milena Rosner Milena Sadurek Katarzyna Skorupa Katarzyna Skowrońska Mariola Zenik Trainer Marco Bonitta | Krzysztof Gierczyński Piotr Gruszka Krzysztof Ignaczak Łukasz Kadziewicz Marcin Możdżonek Daniel Pliński Sebastian Świderski Marcin Wika Michał Winiarski Mariusz Wlazły Paweł Woicki Paweł Zagumny Trainer Raúl Lozano |